# Home of the Underdogs
Home of the Underdogs è un sito web che venne fondato da Sarinee Achavanuntakul nel settembre del 1998, diventando uno dei più importanti siti dedicati all'abandonware sul Web.
Inizialmente fu pubblicato con l'ausilio di siti gratuiti, per poi successivamente stabilirsi su un proprio server. Il 13 febbraio 2009 il sito è stato chiuso a causa del fallimento del proprietario del server e successivamente riaperto.

## Descrizione
Nel sito era possibile scaricare, leggere le recensioni ed i commenti degli utenti su più di cinquemila videogiochi, oltre a numerosi dei manuali che corredavano le confezioni originali. La maggior parte dei videogiochi e dei programmi contenuti in questo sito riguarda pubblicazioni per sistemi Microsoft (MS-DOS e Microsoft Windows). In rete poi esistono anche siti specializzati per altre piattaforme, anche ormai obsolete come Amiga, Acorn, Commodore e quant'altro.
Il sito può senza dubbio essere considerato il primo e il più grande museo di videogiochi del Web: esso offre praticamente ogni gioco che ha calcato le scene del videogaming, dalle origini ad oggi, purché il programma stesso non sia protetto da diritti d'autore (abandonware): se un gioco presente e scaricabile sul sito diventa nuovamente oggetto di copyright, esso viene naturalmente rimosso per non incorrere in sanzioni, e ne viene fatto un collegamento al sito del rivenditore.
Nonostante il nome (Home of the underdogs) stia a significare la "Casa del perdente", tra le migliaia di giochi presenti vi sono degli enormi successi commerciali (come ad esempio Metal Gear Solid e Dungeon Master) oltre a quei pezzi che hanno veramente fatto la storia dei videogiochi (Elite, Ultima, Monkey Island sono solo alcuni esempi).
Il sito, vista la sua longevità e il carattere prevalentemente amatoriale, ha dovuto cambiare il proprio indirizzo web in più occasioni nel corso della sua storia, per la perdita del dominio o per problemi tecnici:
- http://www.theunderdogs.org venne sottratto da un cybersquatter nel marzo del 2002
- http://www.the-underdogs.org divenne inaccessibile il 21 marzo 2006 per problemi legati al nome del dominio.
- http://www.the-underdogs.info è diventato pienamente funzionante il 1º settembre 2006.
- http://homeoftheunderdogs.net è il dominio attuale (2013)